# John George Smyth
Pour les articles homonymes, voir Smyth.
John George Smyth, 1er baronnet (24 octobre 1893 - 26 avril 1983) souvent connu sous le nom de Jackie Smyth, est un officier de l'armée indienne britannique et un membre conservateur du Parlement.